# Saxifraga callosa
Saxifraga callosa är en stenbräckeväxtart. Saxifraga callosa ingår i Bräckesläktet som ingår i familjen stenbräckeväxter.

## Underarter
Arten delas in i följande underarter:
- S. c. callosa
- S. c. catalaunica
- S. c. australis

## Bildgalleri

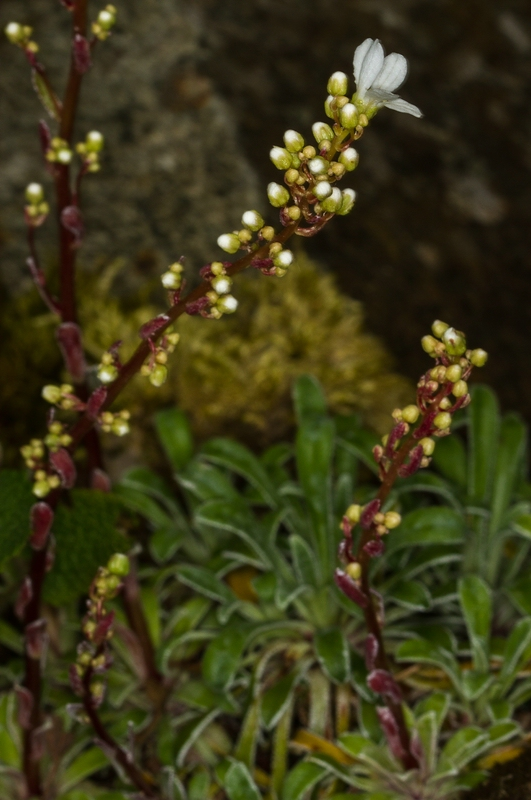
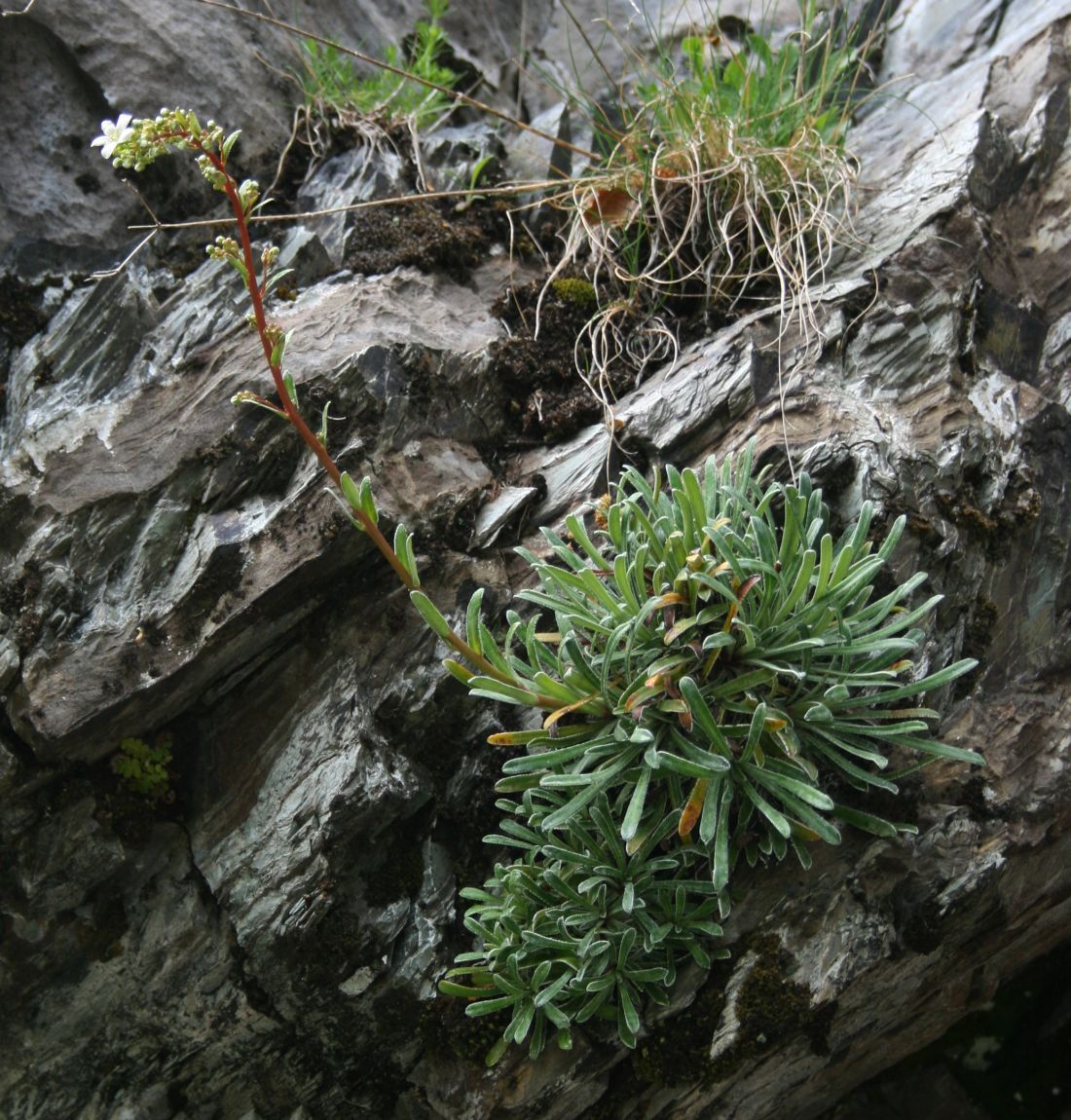
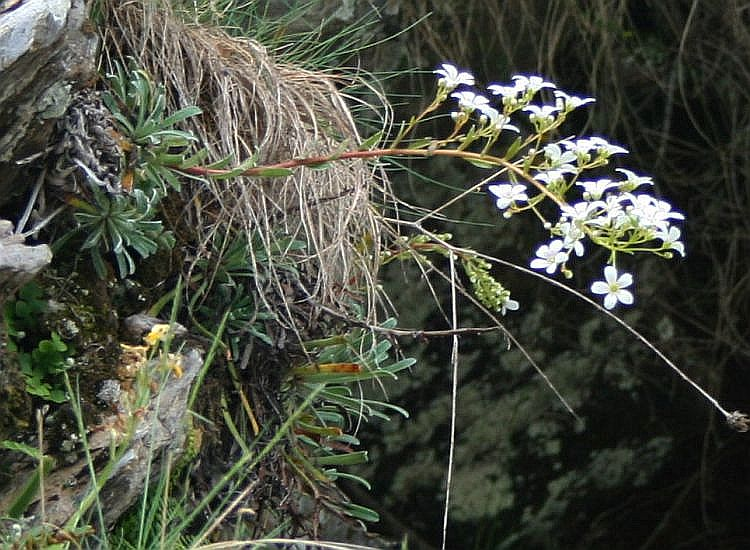
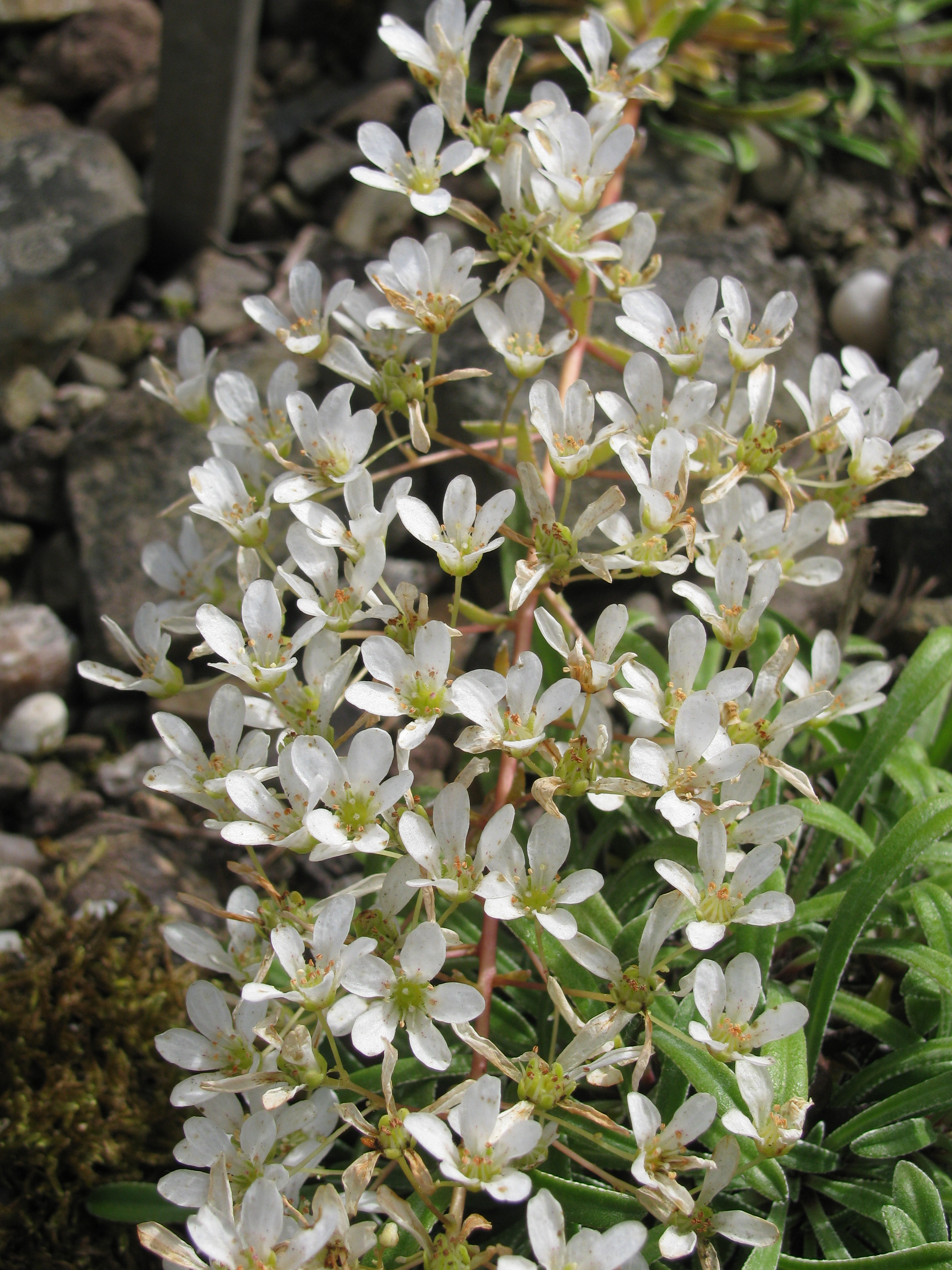